# Єгипетські ночі
«Єгипетські ночі» (рос. Египетские ночи) — незавершена повість російського письменника Олександра Пушкіна, опублікована після його смерті в журналі «Современник» (№ 8 1837 рік). У тому вигляді, який реконструюють пушкінознавці, містить великі віршовані уривки, відсутні в рукописі. Це єдиний твір Пушкіна, де проза так тісно переплітається з поезією.

## Сюжет
Повість складається з трьох розділів. У першому розділі молодий і успішний поет Чарський відчуває наближення натхнення, коли в його петербурзьку квартиру входить приїжджий італієць в потертому вбранні, що нагадує шарлатана. Незнайомець називає себе неаполітанським художником і висловлює надію на допомогу з боку «побратима». Чарський відповідає йому різко і холодно, будучи уражений таким уподібненням. Однак коли італієць збирається покинути його квартиру, Чарський гукає його і з подальших розпитувань дізнається, що перед ним поет-імпровізатор.
У другому розділі Чарський береться організувати виступ іноземця у світському суспільстві та організовує поширення квитків. Щоб випробувати здібності свого нового знайомого, він пропонує йому імпровізацію на давно займаючу його тему «поет і чернь». Рядки, які ллються з вуст італійця, глибоко вражають Чарського. Однак, ледве встигнувши закінчити своє декламування, гість починає в передчутті отримання бариша міркувати про ціну квитків, чим розчаровує свого слухача, якому довелося «з висоти поезії раптом впасти під лавку конторника».
У третьому розділі показано світські збори, на яких виступає італієць. Із запропонованих гостями тем шляхом жереба вибирають одну — «Клеопатра і її коханці». Йдеться про повідомлення Аврелія Віктора у творі «Про знаменитих людей» (гл. LXXXVI) про те, що єгипетська цариця нібито продавала ночі кохання за життя швидкоплинного обранця.
Импровизатор чувствовал приближение бога… Он дал знак музыкантам играть… Лицо его страшно побледнело, он затрепетал как в лихорадке; глаза его засверкали чудным огнём; он приподнял рукою черные свои волосы, отёр платком высокое чело, покрытое каплями пота… и вдруг шагнул вперед, сложил крестом руки на грудь… музыка умолкла… Импровизация началась.

## Еволюція задуму

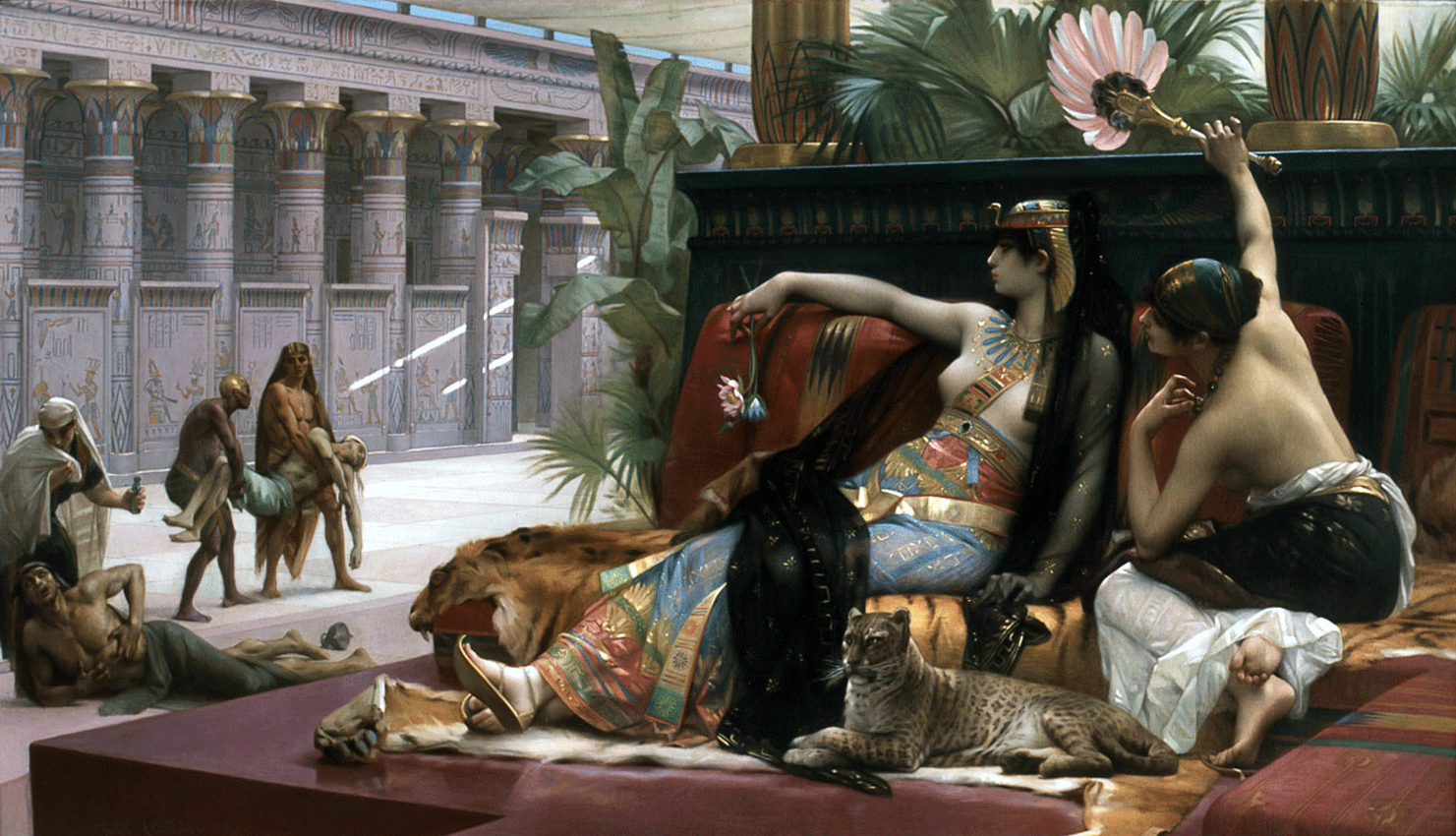
Єгипетську царицю Клеопатру традиційно представляють як втілення звабливої і підступної краси, злиття еросу і танатосу books.google.com Процитовано 20 листопада 2019

Вихідною точкою для уяви Пушкіна послужили відомості, взяті з твору «Про знаменитих людей» Аврелія Віктора, в якому невідомий редактор пізньої античності вставив кілька глав, в тому числі главу LXXXVI, що відноситься до цариці Клеопатри: «Вона була така розпусна, що часто проституювала, і володіла такою красою, що багато чоловіків своєю смертю платили за володіння нею протягом однієї ночі» (в пер. В. С. Соколова). Задум твору, який розгортав цю тему в повноцінне оповідання, визрівав у Пушкіна довше, ніж задуми інших його творів, — протягом більш ніж десяти років:
- У жовтні 1824 року в Михайловському засланий поет створює першу обробку сюжету — незакінчену поему «Клеопатра»[4]. За оцінкою Д. Мирського, це «один з найцікавіших задумів Пушкіна, чудова поема про смерть і хтивість»[5].
- У 1828 році поет береться за переробку вірша про Клеопатру, розвиваючи і загострюючи окремі його теми. Одночасно він пише прозовий уривок «Гості з'їжджалися на дачу…», де світська красуня Зінаїда Вольська представляє хвилювавший його в цей час образ «Клеопатри Неви» — яка нехтує світськими умовами пристрасної жінки, в якому більшість пушкінознавців вгадують Аграфену Закревську («беззаконна комета в колі розподілених світил»). Можливо, перероблений вірш про Клеопатру призначався для включення в текст цієї повісті.
- У середині 1830-х років[6] Пушкін повертається до задуму повісті про Вольську і починає її заново рядками «Ми проводили вечір на дачі…». У своїй новій іпостасі сюжет із життя великосвітського суспільства виявляється заримованим з єгипетським сюжетом з Аврелія Віктора. Подібно Клеопатрі, Вольська натякає, що готова провести ніч з тим, хто готовий буде розлучитися за це з життям. Всупереч її переконанню, що сучасні чоловіки занадто малодушні для цього, один з них приймає виклик[7].
- Час написання повісті «Єгипетські ночі» невідомий, однак найчастіше його відносять до перебування Пушкіна в Михайловському в вересні-жовтні 1835 року[8]. Віршований уривок з другого розділу, відсутній у рукописі, розвиває тему взаємин поета і натовпу, яка давно займала Пушкіна. Це чорновий начерк, який відноситься до осені 1835 року та заснований на переробці строф з незакінченої поеми «Єзерський». Третю главу завершують поетичні уривки про Клеопатру, складені приблизно водночас на основі вірша 1828 року, однак зв'язного тексту не містять.

Анна Ахматова вважала прозовий текст «Ми проводили вечір на дачі» цілком самодостатнім і завершеним твором Пушкіна, більш того — найкращим зі створеного ним в прозі. Вона вважає, цей текст написаний після «Єгипетських ночей» і представляє згущення основних тем цього експериментального, по суті, твору:
Якщо вдуматися в уривок «Ми проводили вечір ...», не можна не здивуватися складності і навіть зухвалості його композиції <...> Та й чи уривок це? Все, по суті, сказано. Чи читач вправі розраховувати на опис любовних утіх Мінського і Вольської і самогубства щасливця. Мені здається, що «Ми проводили ...» — щось на зразок маленьких трагедій Пушкіна, але тільки в прозі

## Можливі продовження
У рукописі повість обривається на словах «Імпровізація почалася». Загадка її закінчення терзала не одне покоління пушкінознавців, хоча ще в 1855 році 
П. В. Анненков наполягав, що і в наявному вигляді «ми маємо твір в художній повноті і закінченості».
Склалися два основних погляди на можливе продовження повісті. «Центральне місце в „Єгипетських ночах“ займає поема про Клеопатру. Прозаїчна розповідь є лише її рамою. Сцени сучасного життя тільки відтіняють події стародавнього світу», — викладає перший підхід В. Я. Брюсов, який у 1914-16 роках дописав поему про ночі Клеопатри, дотримуючись власної реконструкції задуму Пушкіна, закінчивши тим самим і всю повість.
Брюсов закінчив пушкінську поему з дивним тактом, але він витягнув з неї тему, яку теж не дуже приємно багатьом читати. Це вийшла історія про садомазохічний початок в любові, про мучеництво, про смерть, про те, як троє гинуть за помахом цариці, і гинуть, природно, по-різному, тому що це різні герої, різновікові, різнотипні. І саме чудове там в тому, що трьох вона вбила за своєю примхою, а в фіналі вона сама стає жертвою («до цариці слідує Антоній») — приходить Антоній, і ясно, що він її підпорядкує. — Дмитро Биков
Друга група пушкінознавців, за словами того ж Брюсова, очікує в продовженні повісті «повторення єгипетського анекдоту в сучасних умовах життя», тобто відтворення фабули більш ранніх уривків про Вольську. У цьому трактуванні основна художня інтенція автора виявляється закладена саме в прозовий текст і весь твір розглядається в контексті світських повістей Пушкіна. У руслі цього трактування спробу реконструювати повний текст повісті зробив М. Л. Гофман.

## Мода на імпровізаторів
У «Єгипетських ночах» Пушкін розробляє відразу дві модні теми — орієнтальну і італійську. Інтерес до Стародавнього Єгипту, породжений експедицією Наполеона і відкриттями Шампольона, до часу написання повісті починав йти на спад, тоді як Італія все так же вабила погляди російських художників і поетів, як і десятиліттям раніше, коли вона малювалася Пушкіну романтичним раєм творчої свободи (див. строфу «Адріатичні хвилі, О Брента! ні, побачу вас …» в 1-му розділі «Євгенія Онєгіна»).

У середині 1830-х років російська і іноземна преса рясніла публікаціями про італійських поетів-імпровізаторів, які експромтом декламували складені тут же вірші (і навіть поеми) на будь-яку задану тему. Характерне судження Геґеля:
«Італійські імпровізатори дивно талановиті: вони і тепер ще імпровізують п'ятиактні драми, в яких немає нічого завченого, а все створюється завдяки знанню людських пристрастей і ситуацій і глибокому натхненню в даний момент»
Інтерес російської публіки до цієї теми сколихнули виступи імпровізатора Макса Лангеншварца в Москві і Петербурзі в 1832 році. Організувати ці виступи допомагала «світська левиця» Доллі Фікельмон, яка, як відомо з її щоденника, за шість років до того слухала в Італії імпровізації знаменитого Томмазо Сгріччі на тему смерті Клеопатри. Можливо, саме розповіді Фікельмон про мистецтво імпровізаторів і навели Пушкіна на думку з'єднати цю модну тему з сюжетом про примхливу єгипетську царицю, яка давно займала його.
Безпосереднім джерелом образу імпровізатора в повісті міг стати польський поет Адам Міцкевич. Якщо вірити чуткам, Пушкін був високої думки про його імпровізації, на яких і сам був присутній. Анна Ахматова навіть «висловила припущення, що Пушкін, знижуючи свого імпровізатора, взяв реванш у Міцкевича за його різкі особисті натяки, що містилися у вірші „Російським друзям“».

Популярні теми, запропоновані публікою імпровізатору
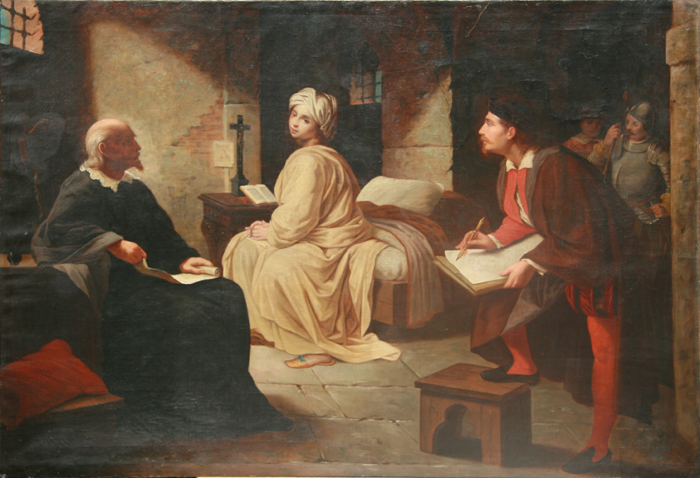
Сімейство Ченчі
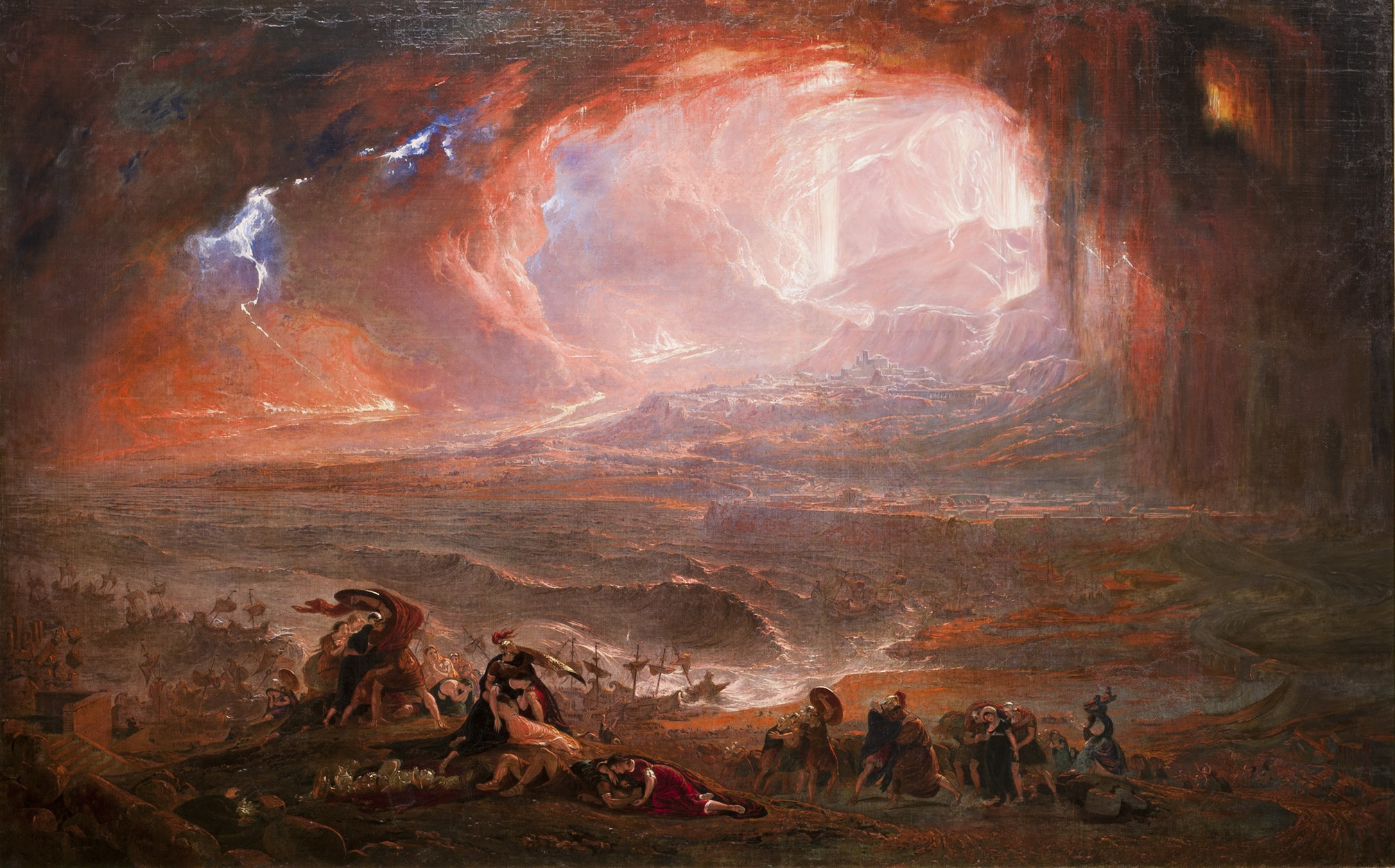
Останній день Помпеї
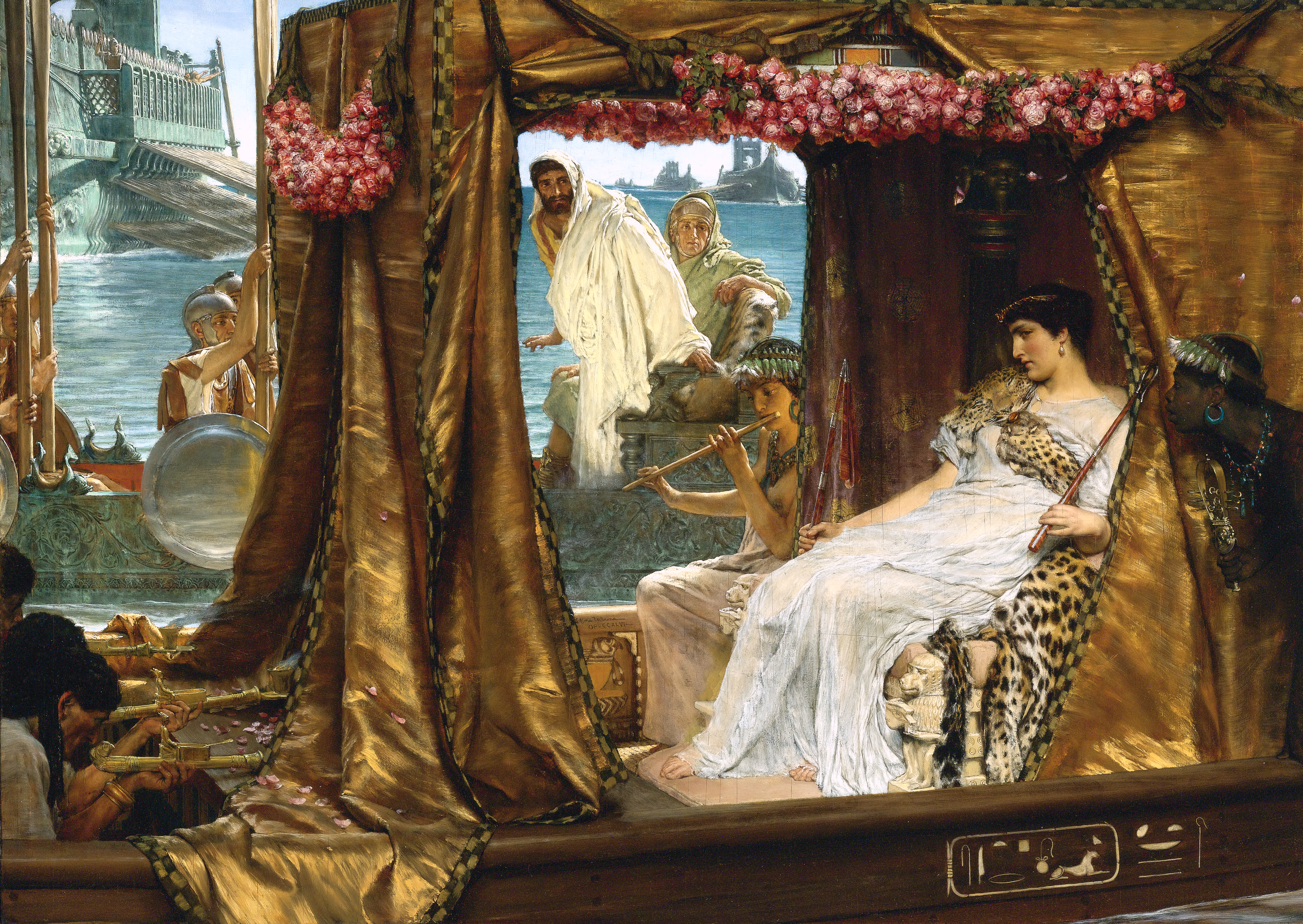
Клеопатра і її коханці
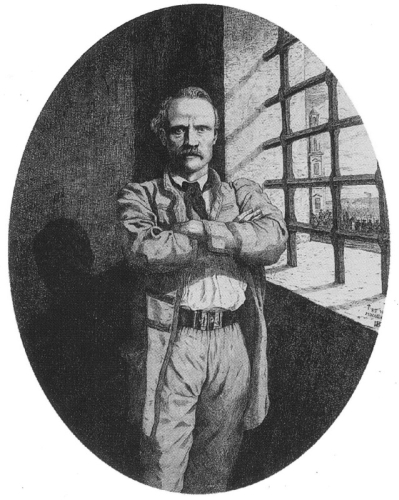
«Мої в'язниці»
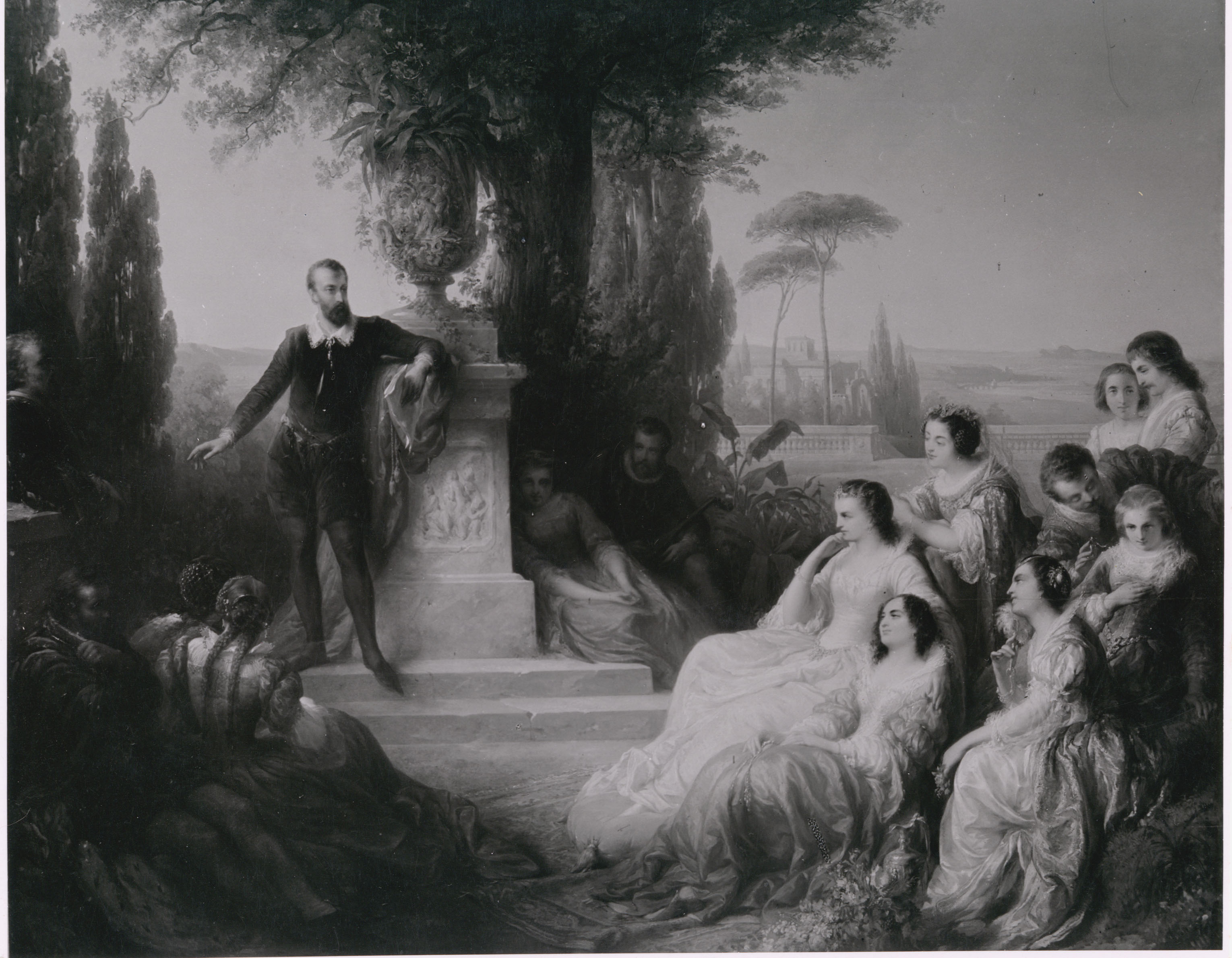
Тріумф Тасса

## Два поети
Основна тема повісті — суперечливість положення творця в сучасному суспільстві — співзвучна іншим російським повістям 1-ї половини 1830-х років, як-от: «Імпровізатор» В. Одоєвського (перша в Росії повість на тему поетичного імпровізаторства), «Живописець» М. Полевого, «Портрет» М. Гоголя. Несподіване для присутніх перетворення імпровізатора в момент творчості на кшталт високопоетичним образам хрестоматійних пушкінських віршів «Пророк» і «Поет».
З відгуків сучасників поета відомо, як вражав їх контраст між геніальністю творів і малопривабливою зовнішністю їх автора, та й сам «нащадок негрів потворний» нарікав друзям на своє «арапське неподобство», водночас не соромлячись «думати про красу нігтів». У повісті якраз і виявляється драматизм подвійного життя художника — те загальне, що при зовнішньому контрасті їх життєвих обставин зближує аристократа Чарського зі злиденним волоцюгою-іноземцем:
Занурені в «турботи суєтного світу», обидва вони по-різному підпадають під його вплив і в цьому «холодному сні» уподібнюються самим «нікчемним» з «дітей нікчемних світу»: один віддає щедру данину світським забобонам, інший занурений в «меркантильні розрахунки»; але лише до тих пір, поки не зазвучить «божественні слова». У момент натхнення і Чарський, і імпровізатор — вільні творці, що чують «наближення бога» — Ніна Петруніна

## Адаптації
На сюжет «Єгипетських ночей» був поставлений спектакль Московського Камерного театру під керівництвом О. Я. Таїрова, а С. С. Прокоф'єв написав до цієї вистави симфонічну сюїту. Адаптація сюжету «Єгипетських ночей» з Сергієм Юрський у ролі імпровізатора становить основу телевізійного фільму Михайла Швейцера «Маленькі трагедії».
Однойменний балет А. Аренського (1900), а також постановки М. М. Фокіна «Єгипетські ночі» (1908) і «Клеопатра» (1909) до пушкінської повісті відношення не має — в його основу покладена новела Теофіля Готьє.